# Barracks
Barracks (ou Kombo Abesukudu, Kombo Abosukudu) est un village côtier du Cameroun, situé dans la Région du Sud-Ouest. Il est rattaché administrativement à la commune de Kombo-Itindi, dans le département du Ndian.

## Environnement
Situé dans le delta de la Ndian, c'est un village menacé par l'érosion du littoral, qui pourrait disparaître.

## Population
En 1953 Kombo Abesukudu (Barracks) comptait 1 919 habitants. En 1968-1969, la population s'élevait à 1 111 personnes.
Lors du recensement de 2005, on y a dénombré 1 019 habitants.
Une étude locale menée en 2011 évalue la population à 907 personnes. C'est le village le plus peuplé de l'arrondissement et sa capitale économique. 

## Économie
Barracks est doté d'un marché frontalier, mais toutes sortes de marchandises s'échangent directement avec le Nigeria, notamment les produits de la pêche.